# كروجر
شركة كروجر ، أو ببساطة كروجر ، هي شركة بيع بالتجزئة أمريكية أسسها برنارد كروجر عام 1883 في مدينة سينسيناتي بولاية أوهايو. وهي أكبر سلسلة متاجر في الولايات المتحدة من حيث الإيرادات (115.34 مليار دولار للعام المالي 2016)، ثاني أكبر متاجر تجزئة عامة (بعد وول مارت)  ، وسابع عشر أكبر شركة في الولايات المتحدة. هي أيضًا خامس أكبر شركة تجارة تجزئة في العالم ورابع أكبر شركة خاصة مملوكة للولايات المتحدة في الولايات المتحدة. يحتل كروجر المرتبة 17 في تصنيف «فورتشن 500» لأكبر شركات الولايات المتحدة من حيث إجمالي الإيرادات.
اعتبارًا من 12 سبتمبر 2019 ، تعمل كروجر،سواء بشكل مباشر أو من خلال فروعها، بـ 2,759 سوبر ماركت ومتاجر متعددة الأقسام. يقع مقر كروجر في وسط مدينة سينسيناتي. فإنه يحافظ على الأسواق في 35 ولاية ومقاطعة كولومبيا،  مع الأشكال مخزن التي تشمل محلات السوبر ماركت، محلات السوبر ماركت، المتاجر، المحلات التجارية، و 251 المجوهرات مخازن (782 المتاجر بيعت لمجموعة EG عام 2018). توجد محلات البقالة التي تحمل علامتها في الولايات الوسطى والجنوبية الأمريكية. تدير الشركة 35 منشأة لمعالجة أو تصنيع الأغذية، و 1556 مركزًا للوقود في السوبر ماركت، و 2264 صيدلية، و 221 عيادة طبية صغيرة في المتجر.
يتم تمثيل موظفي كروجر في الغالب من خلال اتفاقيات المفاوضة الجماعية ويمثل الكثيرون من قبل نقابة عمال الأغذية والتجارة المتحدة (UFCW).

بديل مبكر لشعار كروجر ، تم استخدامه في الأربعينات والخمسينات

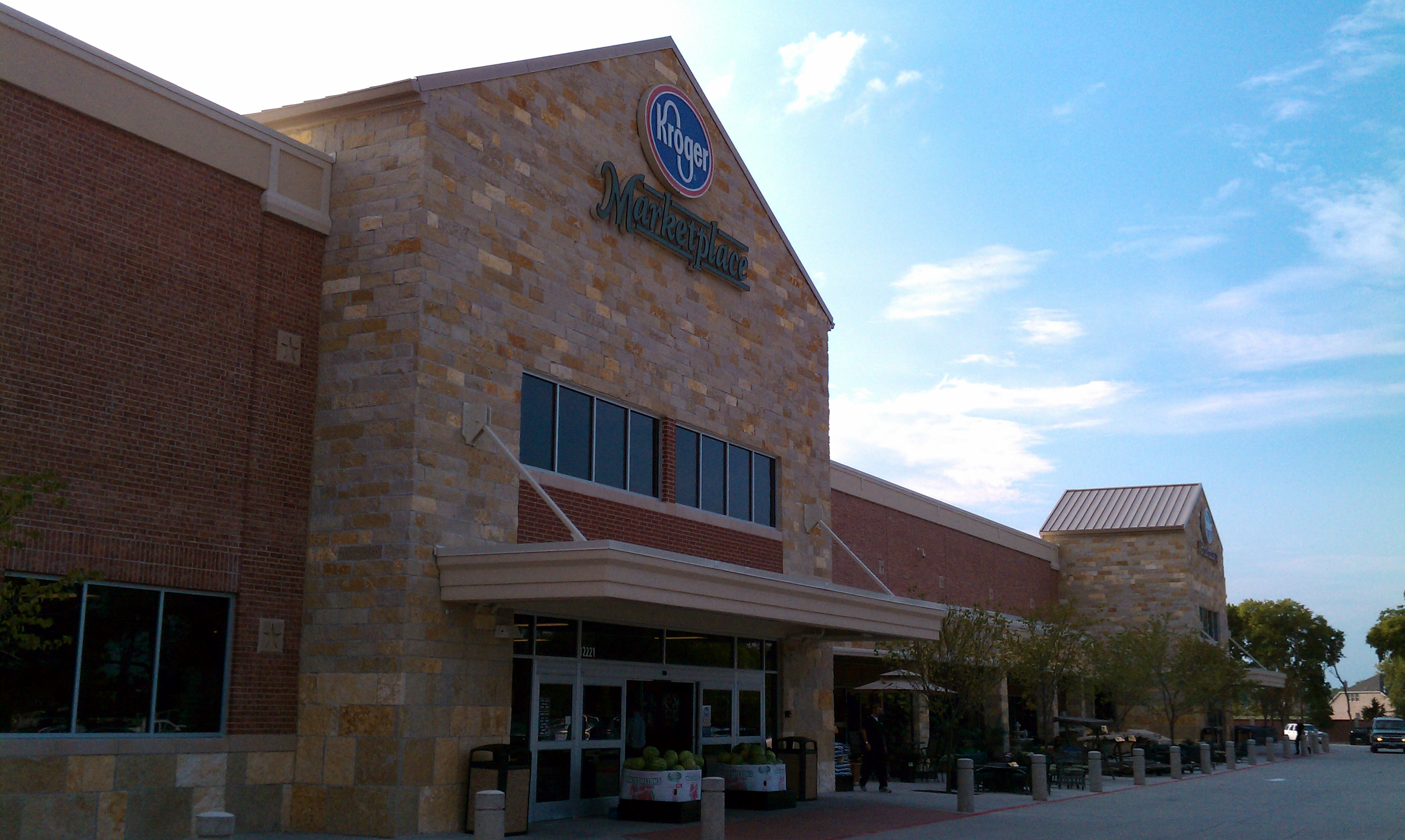
كروجر ماركت في فريسكو ، تكساس افتتح في عام 2010.

## علامات تجارية خاصة أخرى
بالإضافة إلى علاماتها التجارية الأساسية، تصنع الشركة مجموعة متنوعة من العلامات التجارية. تظهر هذه المنتجات بشكل خاص في متاجر Fred Meyer ، حيث يوجد أكثر من نصف البضائع المباعة غير غذائية، أو في متاجر الأصغر التي يوجد مقرها في فريد ماير. يمكن العثور على العلامات التجارية المدرجة أدناه في العديد من المتاجر المملوكة لشركة كروجر.
- الكثير - أغذية الحيوانات الأليفة الطبيعية
- مخبز الطازج الخير - الأطعمة الطازجة المخبوزة
- بلوم هاوس - ترتيبات الأزهار
- وسائل الراحة - منتجات الأطفال
- تراجع - ماركة أزياء سريعة صممها جو ميمران [13]
- الحياة اليومية - السلع المنزلية
- HD التصاميم - السلع المنزلية الراقية
- هميس فارس - الأطعمة المستوردة
- هوم شيف - مجموعة الوجبات وشركة توصيل الطعام التي تم الحصول عليها عام 2018
- لوفسم - أغذية الحيوانات الأليفة
- جبن موراي - متجر للجبن الحرفي تأسست في قرية غرينتش في عام 1940
- اوفس ووركس - القرطاسية واللوازم المكتبية
- الحيوانات الأليفة الكبرياء - أغذية الحيوانات الأليفة

## روابط خارجية
- موقع الشركة الألكتروني
- موقع للمتاجر ذات العلامات التجارية كروجر